# Pfarrkirche Schönberg-Lachtal

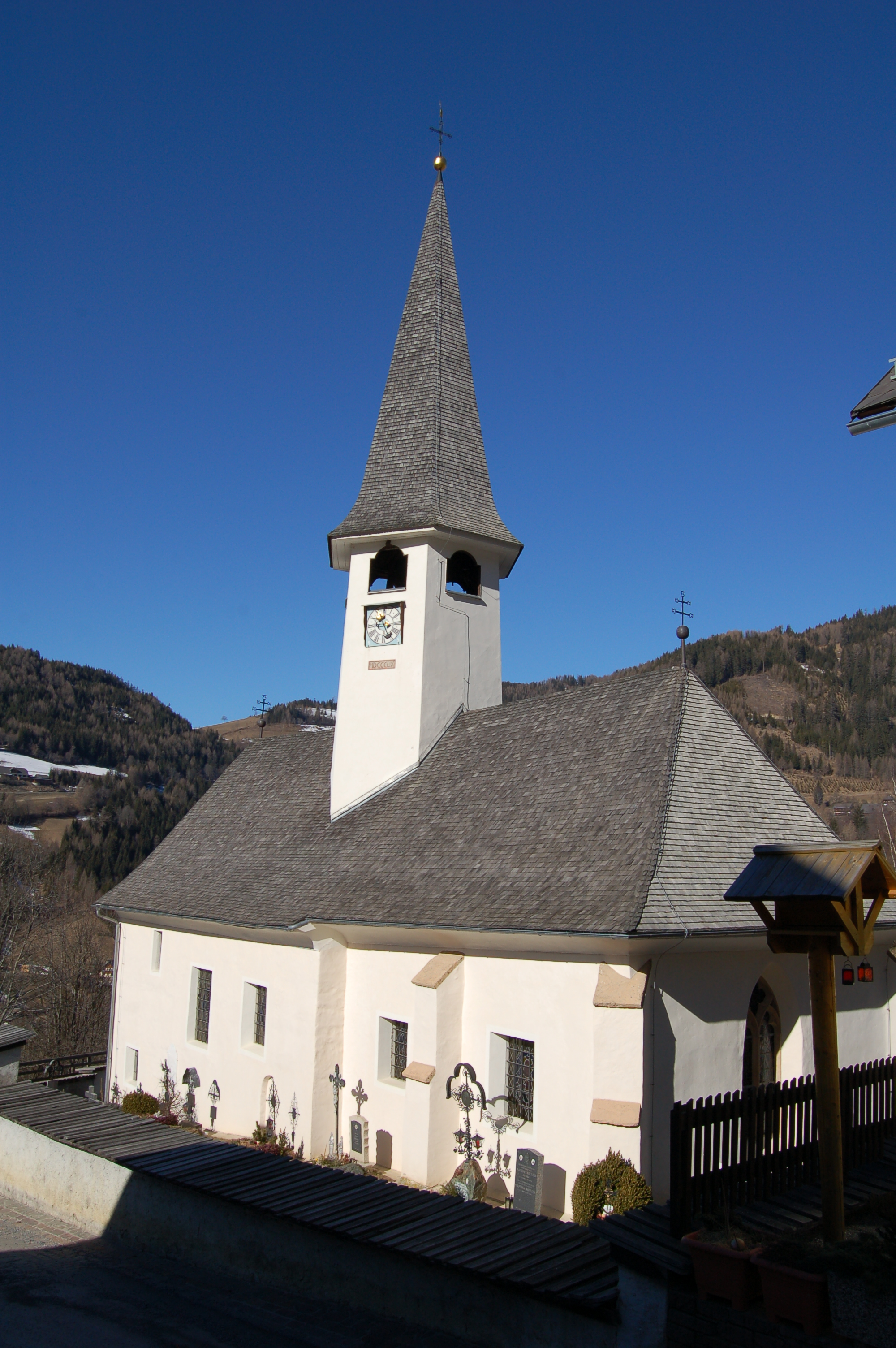
Katholische Pfarrkirche hl. Ulrich in Schönberg-Lachtal

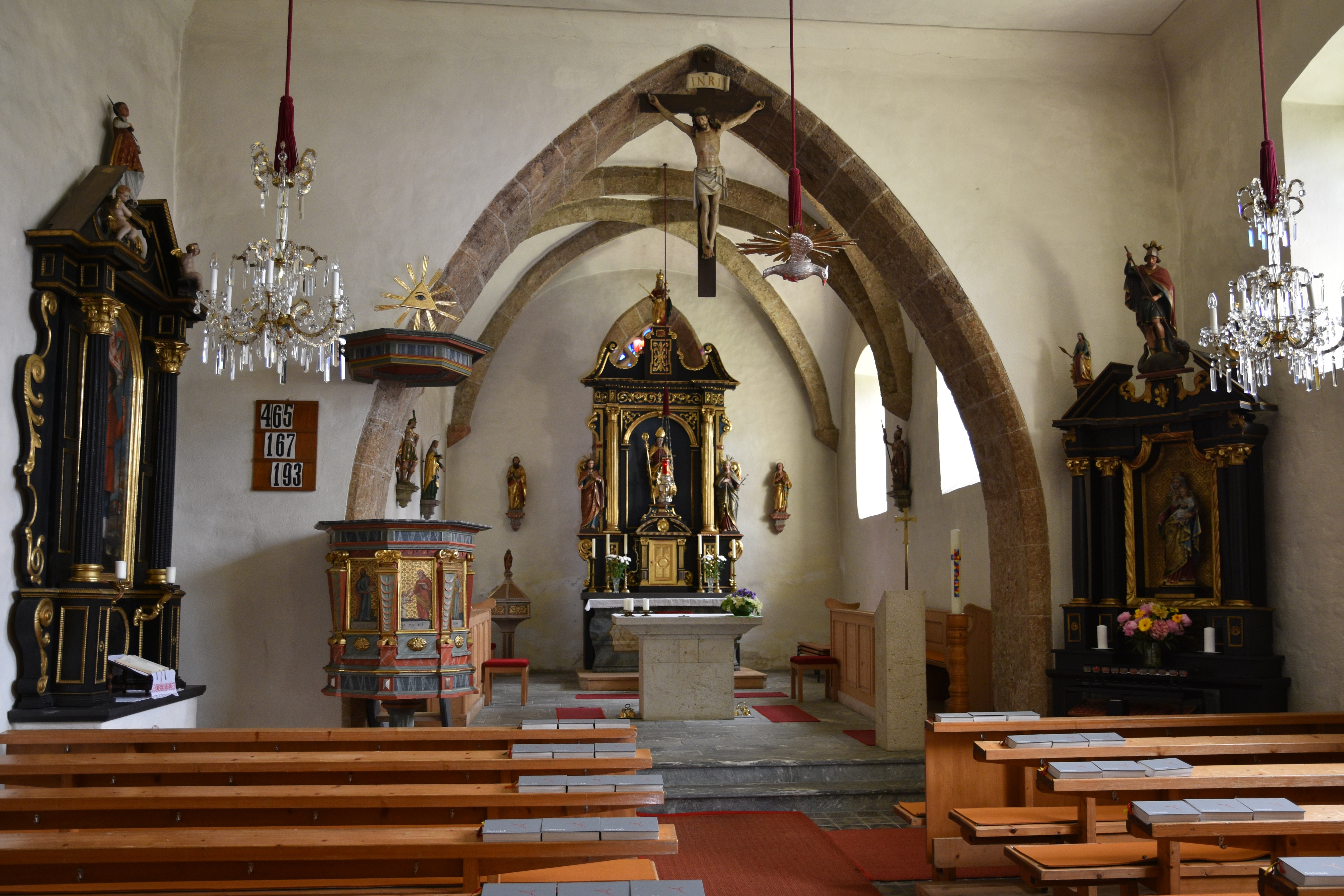
Innenansicht der Pfarrkirche

Die Pfarrkirche Schönberg-Lachtal steht in einer Hanglage im Kirchweiler Schönberg-Lachtal in der Stadtgemeinde Oberwölz im Bezirk Murtal in der Steiermark. Die dem Patronat des heiligen Ulrich von Augsburg anvertraute römisch-katholische Pfarrkirche gehört zum Dekanat Murau in der Diözese Graz-Seckau. Die Kirche und der Friedhof stehen unter Denkmalschutz (Listeneintrag).

## Geschichte
Urkundlich wurde 1358 eine Kirche genannt. Die Kirche wurde 1783 zur Pfarrkirche erhoben.
Der Chor ist aus dem Anfang des 14. Jahrhunderts. Der Dachreiter nennt das Jahr 1840 und die Uhr 1965. 1965 und 1977 waren Restaurierungen.

## Architektur
Der Kirchenbau unter einem einheitlichen Satteldach trägt mittig einen sich verjüngenden Dachreiter mit einem Spitzhelm.
Das barockisierte Langhaus unter einer Flachdecke hat eine hölzerne Westempore. Der breite Fronbogen ist spitzbogig. Der zweijochige Chor mit einem geraden Schluss hat ein kräftiges Kreuzrippengewölbe auf Konsolen. Das zweibahnige Ostfenster zeigt eine Glasmalerei von Franz Weiss aus 1965. Das schlanke Sakristeiportal ist spitzbogig. Die Sakristei ist nördlich am Chor angebaut. 

## Ausstattung
Der Hochaltar aus 1667/1668 trägt eine spätgotische Statue hl. Ulrich aus dem Ende des 15. Jahrhunderts. Der 1965 restaurierte Altar hl. Isidor entstand zeitgleich mit dem Hochaltar. Der Altar hl. Maria nennt an der Predella das Jahr 1701.
Die Orgel baute 1874 Maximilian Geiger.